# Karlova Koruna

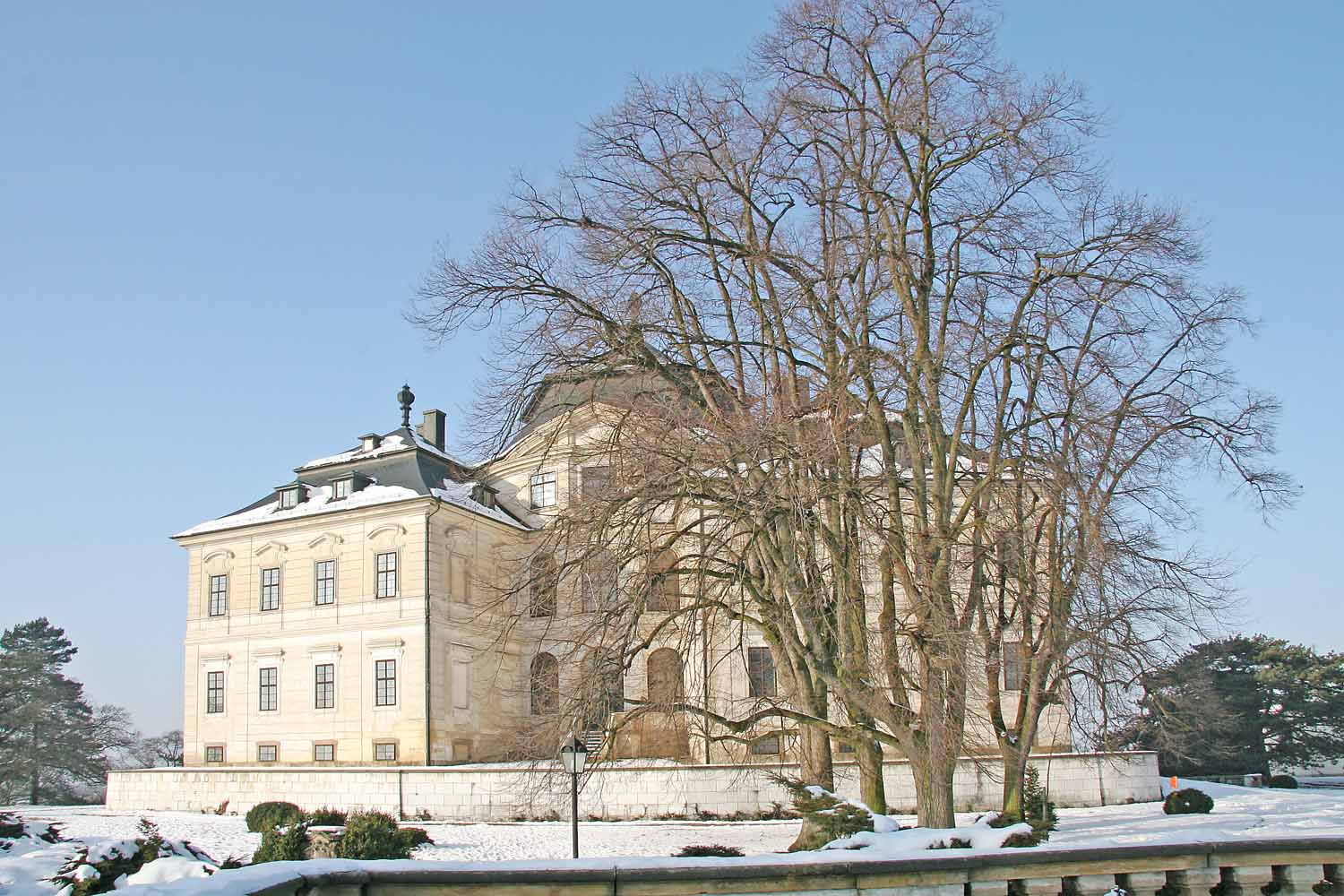
Karlova Koruna.

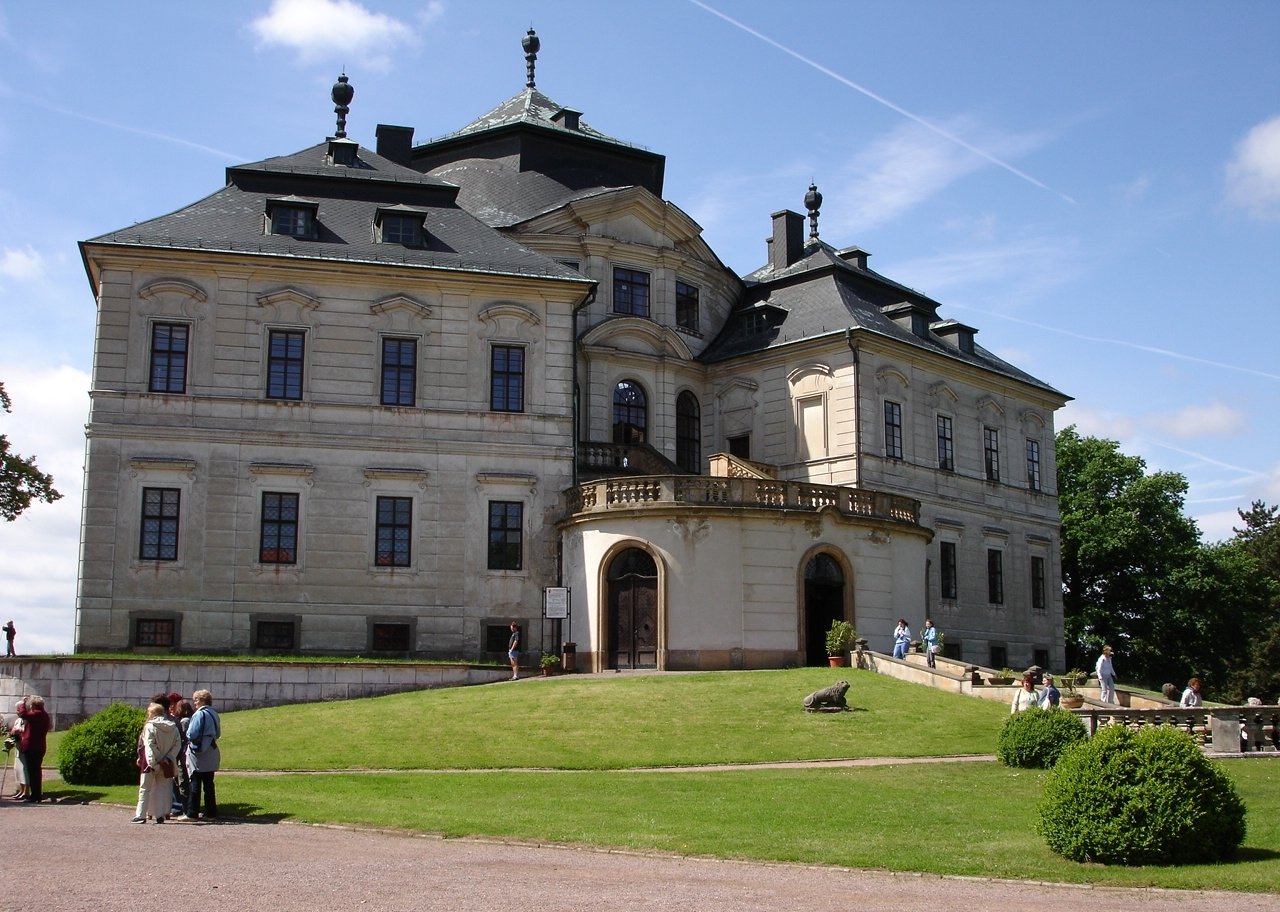
Karlova Koruna.

Karlova Koruna (del alemán: Karlskrone) es el castillo de František Ferdinand Kinský, construido en 1721‑1723 en la ciudad de Chlumec nad Cidlinou por el arquitecto Jan Santini Aichel.